# Doderia genuensis
Doderia genuensis är en mångfotingart som beskrevs av Filippo Silvestri 1904. Doderia genuensis ingår i släktet Doderia och familjen Doderiidae. Inga underarter finns listade i Catalogue of Life.